# Bhagalpur (huyện)
Huyện Bhagalpur là một huyện thuộc bang Bihar, Ấn Độ. Thủ phủ huyện Bhagalpur đóng ở Bhagalpur. Huyện Bhagalpur có diện tích 2569 ki lô mét vuông. Đến thời điểm năm 2001, huyện Bhagalpur có dân số 2430331 người.